# Реми, Филипп де
Фили́пп де Реми́, сьёр де Бомануа́р (фр. Philippe de Rémi, sire de Beaumanoir, ок.1210-между 1262 и 1265) — французский поэт, королевский чиновник. Отец Филиппа де Бомануара.
Реми был автором двух рыцарских романов. Один из них — «Жеган и Блонда» — обычно причисляют к «идиллическому» направлению. Другой — «Безрукая» — может быть отнесён к «трагическому» направлению. Кроме того, Бомануар был автором ряда стихотворений, а также популярного фаблио «Глупая щедрость».